# Andreas Kilingaridis
Andreas Kilingaridis (gr. Ανδρέας Κιλιγκαρίδης; ur. 5 sierpnia 1976 w Saratowie, zm. 11 czerwca 2013 w Bydgoszczy) – grecki kajakarz.

## Lata młodości
Urodził się w rosyjskim Saratowie w rodzinie Greków pontyjskich pochodzących z Aleksandropolis. Kajakarstwo zaczął uprawiać w wieku 11 lat. W Grecji mieszkał od 1993.

## Kariera
Trzykrotnie startował na igrzyskach olimpijskich: w 2000, 2004 i 2008, za każdym razem biorąc udział w zawodach jedynek na 500 i 1000 m. W Sydney odpadł w eliminacjach wyścigu na 500 m i półfinale na 1000 m. W Atenach zarówno na 500, jak i na 1000 m odpadł w półfinale. W Pekinie ponownie zakończył rywalizację na obu dystansach w półfinale.
W 2001 zdobył złoty medal mistrzostw Bałkanów.
Reprezentował klub Klamaria Saloniki. Dwukrotnie zostawał mistrzem Grecji: w 1994 i 2012.

## Śmierć
Zmarł 11 czerwca 2013 na białaczkę w szpitalu w Bydgoszczy, do którego trafił po tym, jak zasłabł w pokoju hotelowym w czasie zawodów Pucharu Świata w Poznaniu.

## Życie prywatne
Był żonaty z Ioanną, z którą miał dwoje dzieci: Wladimiro i Ilianę.